# Turraea rostrata
Turraea rostrata är en tvåhjärtbladig växtart som beskrevs av C. Dc.. Turraea rostrata ingår i släktet Turraea och familjen Meliaceae. Inga underarter finns listade i Catalogue of Life.